# Agnès de Nevers
Agnès de Nevers o Agnès I de Nevers, Auxerre i Tonnerre, nascuda el 1170, morta el 1193, fou comtessa de Nevers, d'Auxerre i de Tonnerre (1185-1192), filla de Guiu, comte de Nevers, d'Auxerre i de Tonnerre, i de Matilde de Borgonya.
Hereva dels comtats de Nevers, d'Auxerre i de Tonnerre, es va casar el 1184 amb Pere II de Courtenay i va succeir l'any següent al seu germà Guillem.
Va morir el 1193, poc després de la seva mare Matilde, mentre el seu marit combatia a Terra Santa amb la tercera croada, deixant una filla, Matilde de Courtenay (1188 † 1257), comtessa de Nevers, d'Auxerre i de Tonnerre, que es va casar el 1199 amb Arveu IV de Donzy († 1222), i després, el 1226, amb Guigó IV de Forez († 1241)